# 아라하마촌
아라하마촌(荒浜村)은 니가타현 가리와군에 있던 촌이다. 현재의 가시와자키시에 해당한다.

## 역사
- 1889년 4월 1일 - 정촌제 시행에 수반해 가리와군 아라하마촌이 성립하였다.
- 1954년 7월 5일 - 가시와자키시에 편입되어 소멸하였다.

## 참고문헌
- 『市町村名変遷辞典』東京堂出版、1990年。